# Episodi di KaBlam! (prima stagione)
La prima stagione della serie animata KaBlam! ha debuttato su Nickelodeon nel 1996 negli Stati Uniti. In Italia è inedita.
| nº | Titolo originale                         | Titolo italiano | Prima TV USA     | Prima TV Italia |
| -- | ---------------------------------------- | --------------- | ---------------- | --------------- |
| 1  | Your Real Best Friend                    |                 | 11 ottobre 1996  | Inedito         |
| 2  | It's Flavorific!                         |                 | 18 ottobre 1996  | Inedito         |
| 3  | Comics for Tomorrow Today                |                 | 25 ottobre 1996  | Inedito         |
| 4  | Not Just for People Anymore              |                 | 1 novembre 1996  | Inedito         |
| 5  | All Purpose KaBlam!                      |                 | 8 novembre 1996  | Inedito         |
| 6  | What the Astronauts Drink                |                 | 15 novembre 1996 | Inedito         |
| 7  | KaBlam! Gets Results                     |                 | 22 novembre 1996 | Inedito         |
| 8  | You've Tried the Rest! Now Try the Best! |                 | 29 novembre 1996 | Inedito         |
| 9  | Untitled                                 |                 | 6 dicembre 1996  | Inedito         |
| 10 | A Little Dab'll Do Ya                    |                 | 13 dicembre 1996 | Inedito         |
| 11 | Built for Speed                          |                 | 20 dicembre 1996 | Inedito         |
| 12 | Comics of Champions                      |                 | 27 dicembre 1996 | Inedito         |
| 13 | Resistance is Futile                     |                 | 31 gennaio 1997  | Inedito         |